# 52-es főút (Magyarország)
Az 52-es számú főút Kecskeméttől Dunaföldvárig tartó magyar másodrendű főút. Kelet-nyugati irányban szeli át a Duna–Tisza köze Kiskunság tájegységét, majd utolsó szakaszán áthalad a Duna felett is; ottani hídja, a dunaföldvári Beszédes József híd fontos létesítménye az Alföld és a Dunántúl összekapcsolásának.

## Nyomvonala
A mintegy 64 kilométeres hosszúságú főút az 5-ös főútból ágazik ki, nyugati irányban, és szinte végig meg is tartja ezt az irányát. Kecskemét határában keresztezi az M5-ös autópályát, Soltot elérve kiágazik belőle az 53-as főút Kiskunhalas-Tompa felé, majd néhány kilométerrel arrébb, még ugyanezen város központjában keresztezi az 51-es főutat is. Dunaföldvár déli szélén, a 6-os főútba becsatlakozva ér véget.
Vonalvezetése keletről nyugati irányban haladva érinti Kecskemét, Ballószög, Kerekegyháza, Fülöpháza, Izsák, Fülöpszállás, Solt és Dunaföldvár közigazgatási területeit is, de belterületi, lakott részek között csak a két végponti városban és Solton vezet keresztül. Ez Magyarország leghosszabb egyenes útszakasszal rendelkező közútja.

## Története
1934-ben a kereskedelem- és közlekedésügyi miniszter 70 846/1934. számú rendelete már a Kecskemét-Solt-Dunaföldvár közti útvonalat nyilvánította másodrendű főúttá, a maival egyező útszámozással, ám a mai nyomvonalnak kevesebb, mint a fele (a ~63 kilométerből körülbelül 28 kilométernyi szakasz) azonos az akkorival. Lényeges különbség volt például, hogy a régi út még áthaladt Ágasegyháza és Izsák, majd Fülöpszállás lakott területén, Soltnál is kicsit más volt a vonalvezetése, illetve Dunaföldváron is a városközpontba érkezett, nem pedig elkerülte azt.
Úgy tűnik, hogy a második világháború idejére, az első és második bécsi döntések utáni időszakra kiépülhetett a mai nyomvonala, mert egy akkori, majd egy dátum nélküli, ám valószínűleg 1950 körüli térkép is az 1934-esnél jóval egyenesebb nyomvonalát tünteti fel (a keltezetlen térkép azt is egyértelművé teszi, hogy a főút Izsákot akkor már elkerülte).